# E461
E461 eller Europaväg 461 är en 190 km lång europaväg som börjar i Svitavy i Tjeckien och slutar i Wien i Österrike.

## Sträckning
Svitavy - Brno - (gräns Tjeckien-Österrike) - Wien

## Standard
Vägen är landsväg hela sträckan. 

## Anslutningar till andra europavägar
| - E442 - E50 - E65 |  | - E49 - E59 |